# هويوان (بوذي)
هويوان (بالإنجليزية: Huiyuan)‏ (بالصينية: 慧遠) (مواليد 334 - 416) كان معلم بوذية صيني أسس معبد دونغلين على جبل لوشان في مقاطعة جيانغشي وكتب النص عن لماذا لا ينحني الرهبان قبل الملوك عام 404 م. ولد في مقاطعة شانشي، ولكن بعد حياة طويلة من التدريس البوذي ، انتهى به المطاف في مقاطعة جيانغشي، حيث توفي عام 416. على الرغم من أنه ولد في الشمال، انتقل جنوبًا ليعيش داخل حدود سلالة جين الشرقية.

## روابط خارجية
- هويوان على موقع الموسوعة البريطانية (الإنجليزية)